# Albuquerque Plaza
Albuquerque Plaza är en 22 våningar hög skyskrapa i Albuquerque, New Mexico, och är med sina 107 meter den högsta byggnaden i New Mexico.  Den är byggd in en postmodernistisk stil, och färdigställdes 1990. Den är en kontorsbyggnad och delar bas med hotellet Hyatt Regency Albuquerque. Albuquerque Plaza är också känd som U.S. Eagle Plaza, och hade tidigare namnet Bank of Albuquerque Tower.